# Chillán

Chillán în Regiunea Biobío

Chillán este un oraș cu 161.953 locuitori (2002) din regiunea biobío, Chile. Suprafața totală este de 511 km² cu o densitate de 317 loc/km².

## Istorie
Orașul a fost fondat la data de 26 iunie 1580 ca San Bartolomé de Chillán.

## Orașe înfrățite
Sunt 3 orașe înfrățite cu Chillán:
- Hamilton, Noua Zeelandă
- Mürzzuschlag, Austria
- Río Cuarto, Argentina